# Mährisch-Schlesisches Museum

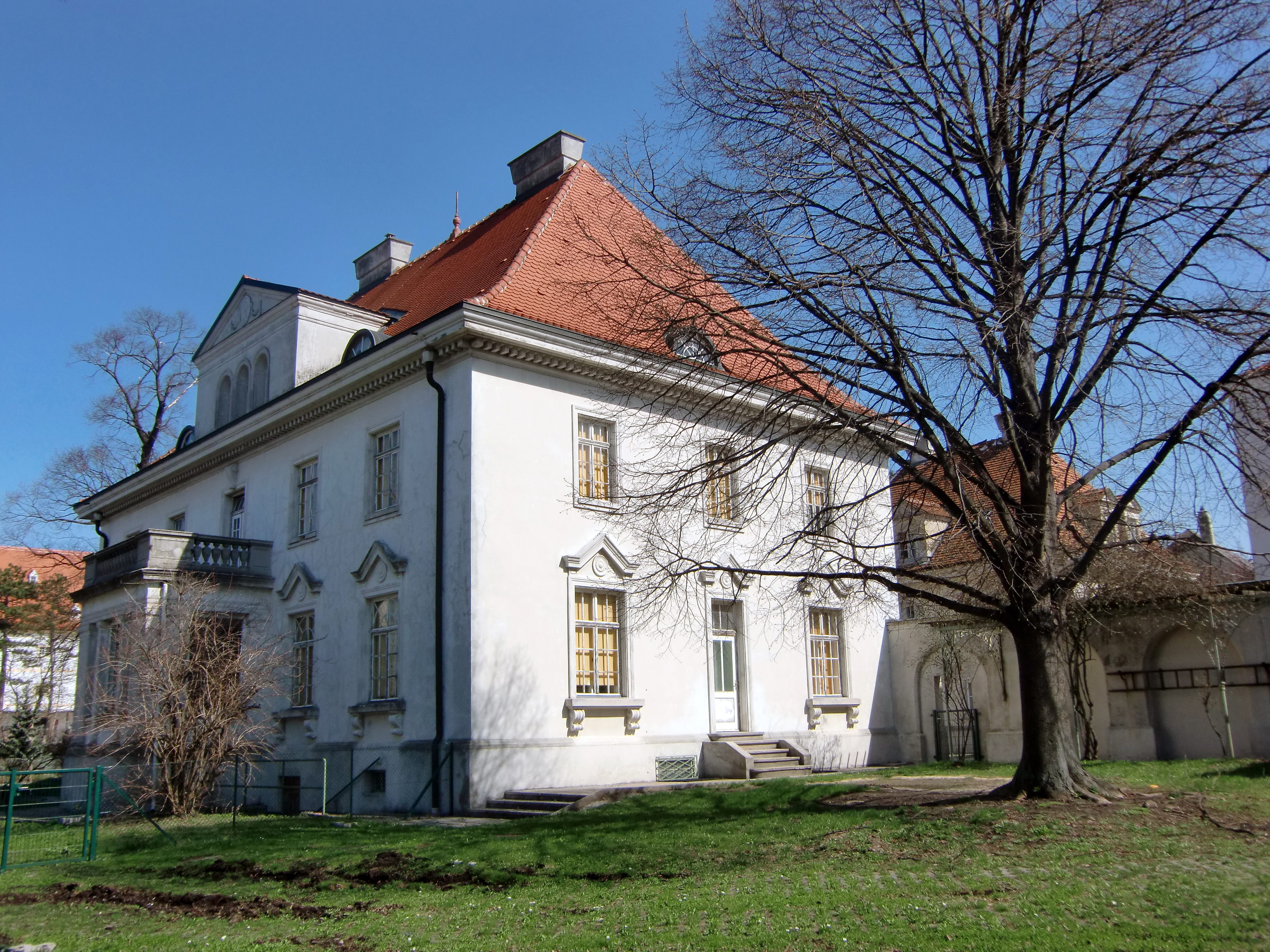
Museum in der Rostock-Villa

Das Mährisch-Schlesische Museum war bis 2015 ein Heimatmuseum in der denkmalgeschützten Rostock-Villa in der Stadtgemeinde Klosterneuburg in Niederösterreich.

## Geschichte
Aus einer Privatsammlung, die Frau Annie Theuer-Krause (* 1898, † 9. März 1973, Wien) in Wien ab 1918 aufbaute, entstand 1957 das Erste Österreichisch-Schlesische Heimatmuseum in Wien 1; in der Singerstrasse 13. Die Bestände gründeten auf Beständen der Schlesischen Bauernbühne und des Archivs des Humanitären Vereins von Österreichern aus Schlesien.
1969 wurde das Sammelgebiet Schlesien um das ehemalige Kronland Mähren erweitert und das Museum in Mährisch-Schlesisches Heimatmuseum umbenannt. 1973 übersiedelte das Museum nach Klosterneuburg in die denkmalgeschützte Rostock-Villa. Zudem war ein von der Freiwilligen Feuerwehr Klosterneuburg betriebenes Feuerwehrmuseum in der Villa untergebracht. Die im Eigentum des Landes Niederösterreich stehende Villa wurde Ende 2015 an privat verkauft und alle Nutzer gekündigt. Das Museum musste daher Ende 2015 geschlossen werden. Sowohl das Land Niederösterreich als auch die Gemeinde Klosterneuburg konnten keine adäquaten kostengünstigen Räume zur Verfügung stellen. Die Bestände des Museums wurden in den folgenden Jahren an verschiedenen Einrichtung des Landes Niederösterreich übergeben.

## Sammlung
Der Bestand gliederte sich in eine Bibliothek mit Büchern, Landkarten, Ansichtskarten, Zeitschriften und Dokumenten, sowie in eine volkskundliche Sammlung mit Bekleidung, Gemälden, Geschirr und verschiedenen Alltagsobjekten. Weiteres gab es eine sogenannte Beskidenstube im Museum. Hier wurden Sonderausstellungen aus diesem östlichsten Gebiet von Österreichisch-Schlesien gezeigt. Davor auch als Herzogtum Teschen bekannt. 
Nach Schließung des Museums ging die gesamte Sammlung geschlossen an das Land Niederösterreich über. Sie wurde dort in die Landessammlungen, das Landesarchiv und die Landesbibliothek integriert.
Durch die Gründung der Sammlung nach dem Ersten Weltkrieg sind auch Objekte aus der Zeit von Österreich-Ungarn im Bestand. Das Mährisch-Schlesische Museum war neben seiner Bekanntheit als Ausstellungshaus auch ein Dokumentationsarchiv, das für Studien und zur Recherche besucht wurde. Als Sekundärquellen für Familienforscher (Ahnenforscher) dienten Ortschroniken, Zeitschriften, Adressbücher, Schulnachrichten und Ansichtskarten.

## Museum
Die Räumlichkeiten umfassten eine Trachtenausstellung, einen Bibliotheks- und Arbeitsraum, und weitere Ausstellungsräume, in denen wechselnde Sonderausstellungen gezeigt wurden. Das Museum zeigte die engen geschichtlichen Verbindungen zwischen Österreich und dem mährisch-schlesischen Raum. Das Mährisch-Schlesische Museum wurde von ehrenamtlichen Mitarbeitern als Verein getragen. Seit 2005 entsprach das Museum den Kriterien des österreichischen Museumsgütesiegels.